# Бройди, Эллиотт
Эллиотт Б. Бройди (род. 1956/1957) — бывший американский лоббист и бизнесмен. С 2005 по 2008 год он занимал пост председателя по финансам Республиканского национального комитета (РНК). В 2009 году он был осужден по делу о государственной коррупции и взяточничестве в Нью-Йорке. В 2019 году его снова обвинили в незаконном лоббировании интересов Китая и Малайзии.
С 2017 по апрель 2018 года он был заместителем председателя по финансам RNC, но ушел в отставку после того, как газета The Wall Street Journal сообщила, что он был участником соглашения о неразглашении с бывшей Playboy Шерой Бечард, по которому он заплатил 1,6 миллиона долларов за её молчание о сексуальной связи между ними. По состоянию на май 2019 года Министерство юстиции США проводило расследование деловых и политических сделок Бройди.
В октябре 2020 года Бройди признал себя виновным в том, что действовал как незарегистрированный иностранный агент, работая на китайские и малазийские интересы. Он пытался лоббировать на высшем уровне правительства США депортацию диссидента Китайской Народной Республики (КНР), проживающего в Соединённых Штатах, и пытался организовать встречи министра КНР с генеральным прокурором, министром внутренней безопасности и другими высокопоставленными чиновниками во время визита министра КНР в США, скрывая при этом иностранных принципалов, которых он представлял. Ему были предъявлены обвинения в рамках федерального расследования попыток повлиять на администрацию Трампа с целью прекращения расследования мошенничества с малазийским государственным фондом 1MDB. 20 января 2021 года Бройди был помилован президентом Дональдом Трампом.

## Ранние годы
Бройди — сын Шермана Г. Бройди (1924—2014), педагога и застройщика, и Дороти Хоровиц, медсестры, вырос в Вествуде. Он еврей.
По словам Бройди, он поступил в Университет Южной Калифорнии, «работая рыбаком по ловле лосося», и что он «накопил 10 000 долларов и купил прачечную в Восточном Лос-Анджелесе, которую посещал почти каждый день». Бройди окончил Университет Южной Калифорнии, где получил степень бакалавра в области бухгалтерского учёта и финансов. Он был дипломированным бухгалтером с 1982 по 1993 год.

## Карьера

### Бизнес
Бройди начал свою карьеру в финансовой компании Arthur Andersen в налоговом отделе. Один из его клиентов, Глен Белл, основатель компании Taco Bell, нанял его для управления личными инвестициями. С 1982 по 1991 год он был управляющим директором Bell Enterprises. В 1991 году он основал инвестиционную компанию Broidy Capital Management, став её председателем и главным исполнительным директором.
В начале 2000-х годов он основал компанию Markstone, через которую инвестировал в израильские фирмы. Бройди встречался с Биньямином Нетаньяху, который в то время был министром финансов Израиля. Он привлек 800 миллионов долларов для Markstone в основном при тесном сотрудничестве с избранными руководителями пенсионных фондов государственных служащих в Калифорнии, Нью-Йорке и других штатах, а также в городе Лос-Анджелес, где он входил в попечительский совет пенсионного фонда пожарных и полицейских Лос-Анджелеса. В 2014 году Markstone потерпел крах, и все инвесторы потеряли деньги.
Бройди занимал пост председателя ESI Holdings, фирмы по организации мероприятий. С 2002 по 2009 год он был комиссаром и председателем Комитета по альтернативным инвестициям Пенсионного фонда пожарных и полицейских города Лос-Анджелеса.

#### Лоббирование и политический сбор средств
Заинтересовавшись политикой после терактов 11 сентября, он вступил в Республиканскую еврейскую коалицию и в итоге стал членом совета директоров. С 2002 по 2004 год он стал «Суперрейнджером», пожертвовав более 300 000 долларов на президентскую кампанию Джорджа Буша 2004 года. С 2004 по 2006 год он собирал средства для многих кандидатов-республиканцев. В октябре 2006 года он организовал сбор средств для Буша, на котором было собрано 1 млн долларов. Позже в том же году министр национальной безопасности Майкл Чертофф назначил его членом Консультативного совета по национальной безопасности, а также Целевой группы по борьбе с терроризмом и Целевой группы по новым технологиям.
С 2005 по 2008 год возглавлял сбор средств для республиканцев в качестве председателя по финансам Республиканского национального комитета (РНК), в том числе на выборах 2008 года с участием Джона Маккейна и Сары Пэйлин, а на выборах 2016 года был главным сборщиком средств для Теда Круза, Линдси Грэма, Марко Рубио и Дональда Трампа. С апреля 2017 года по 13 апреля 2018 года он был заместителем председателя по финансам РНК. По словам Брюса Биалоски из Республиканской еврейской коалиции, «многие люди говорили о большой игре, но когда он сказал, что может собрать большие деньги, он действительно сделал это».

#### Бизнес и лоббирование с осужденным педофилом Джорджем Надером
В 2014 году Бройди приобрел базирующуюся в Вирджинии частную охранную компанию Circinus LLC, которая предоставляла услуги Соединённым Штатам и правительствам других стран. Компания утверждает, что у неё есть контракты на сотни миллионов долларов с Объединенными Арабскими Эмиратами. После встречи с Джаредом Кушнером, а затем с президентом Дональдом Трампом в октябре 2017 года в Белом доме и обсуждения Circinus с президентом, во время которого, по мнению Бройди, президент был «чрезвычайно воодушевлен» тем, что фирма получит контракт на обеспечение безопасности с Объединёнными Арабскими Эмиратами (ОАЭ), в 2018 году Бройди намеревался отправиться в деловую поездку с Джорджем Надером для встречи с наследным принцем Саудовской Аравии, чтобы предложить принцу контракт с Circinus на 650 миллионов долларов. План сорвался, когда агенты ФБР задержали Нейдера по прибытии в аэропорт Даллеса.
В октябре 2017 года на личной встрече с президентом Дональдом Трампом Бройди расхваливал военизированные силы, которые его компания Circinus создавала для Объединенных Арабских Эмиратов (ОАЭ). Он призвал президента встретиться с военным командующим ОАЭ наследным принцем Мухаммедом бен Заидом аль-Нахайяном, поддержать «ястребиную» политику ОАЭ на Ближнем Востоке и уволить госсекретаря США Рекса Тиллерсона. Он также резко критиковал Катар, американского союзника, враждующего с ОАЭ. 22 марта 2018 года, после увольнения Тиллерсона, стало известно, что Бройди якобы получил 2,6 миллиона долларов от Джорджа Надера за лоббирование в Белом доме интересов ОАЭ и Саудовской Аравии и против Катара. В марте 2018 года The New York Times сообщила, что ливанско-американский бизнесмен Джордж Надер «работал более года, чтобы превратить Бройди в инструмент влияния в Белом доме для правителей Саудовской Аравии и Объединенных Арабских Эмиратов, согласно интервью и ранее не раскрывавшимся документам. …На повестке дня этих двух людей… стояли вопросы о том, как заставить Белый дом сместить госсекретаря Рекса Тиллерсона, поддержать конфронтационные подходы к Ирану и Катару и неоднократно добиваться от президента личной встречи за пределами Белого дома с лидером ОАЭ».
В итоге антикатарская операция Надера и Бройди провалилась. Не удалось продвинуться и в попытке добиться переноса базы в Катаре в ОАЭ. В конце апреля госсекретарь Майк Помпео во время поездки в Персидский залив призвал к прекращению боевых действий между Саудовской Аравией, ОАЭ и Катаром. Надер признал себя виновным в обвинениях в эксплуатации детей и был приговорен к 10 годам тюрьмы как рецидивист.

### Уголовная судимость Пенсионного фонда штата Нью-Йорк
В 2002 году Бройди основал Markstone Capital Partners, частную инвестиционную компанию, которая вкладывала средства в компании в Израиле. Ведущим инвестором был Общий пенсионный фонд штата Нью-Йорк. Пенсионный фонд инвестировал в Markstone 250 миллионов долларов. После того как тогдашний генеральный прокурор Нью-Йорка Эндрю Куомо попал под расследование, в 2009 году Бройди признал себя виновным по одному уголовному пункту в попытке предоставить избыточное вознаграждение бывшему финансовому контролеру штата Нью-Йорк Алану Хевеси. Позднее обвинение было смягчено до правонарушение в обмен на сотрудничество, которое помогло добиться осуждения Хевеси и ещё шести сотрудников пенсионной службы. Бройди предоставил пенсионным властям штата Нью-Йорк незаконные подарки на сумму 1 миллион долларов. Эти подарки включали роскошные поездки в Израиль, выплаты и нераскрытые инвестиции в фильм, снятый братом главного инвестиционного директора Пенсионного фонда штата Нью-Йорк. В обмен на подарки пенсионный фонд штата инвестировал 250 миллионов долларов в компанию Markstone Capital Partners. В рамках сделки о признании вины Бройди выплатил 18 миллионов долларов в качестве возмещения комиссионных за управление, выплаченных пенсионным фондом компании Markstone, и сложил с себя полномочия председателя Markstone.

### Скандалы, связанные с администрацией Трампа
В 2016 году Бройди был вице-председателем Trump Victory Committee, совместного комитета по сбору средств между кампанией Дональда Трампа и RNC. Кроме того, он был вице-председателем Комитета по инаугурации президента. В апреле 2017 года Бройди был назван одним из трех национальных заместителей председателя по финансам RNC, наряду с адвокатом Трампа Майклом Коэном и бизнесменом Луи ДеДжоем.
После победы Трампа на выборах Бройди использовал свои связи с президентом для привлечения международных клиентов для своего охранного бизнеса Circinus, обещая организовать встречи с Трампом или другими высокопоставленными правительственными чиновниками. Он получил оборонные контракты на сумму более 200 миллионов долларов от Объединённых Арабских Эмиратов. Многие из его клиентов имели неблаговидный послужной список. Бройди предложил билеты на инаугурацию Дени Сассу-Нгессо, конголезскому силовику, чей пышный образ жизни оплачивался из государственных средств. Он организовал ангольскому политику Жоау Луренсу встречу с сенаторами-республиканцами и предложил ему поездку в Мар-А-Лаго. Ливиу Драгнеа, румынский парламентарий, посаженный в тюрьму за коррупцию в мае 2019 года, получил возможность присутствовать на вечеринке по случаю инаугурации и позировать для фотографий с президентом. Он попытался расширить помощь Circinus с Тунисом через тунисцев Эймена Эрраиса и Фаделя Абделькефи и с Кипром, позволив Circinus создать «неверно распределенную среду», в которой информация и слежка будут отмываться через Соединённые Штаты, маскируя действия иностранного правительства и снижая «риск подвергнуться аналитике Google или скомпрометировать IP-адреса машины или сети, на которой был произведен поиск».
В апреле 2017 года Бройди был назначен заместителем председателя по финансам Республиканского национального комитета (РНК).
В марте 2018 года Бройди подал иск против Катара, утверждая, что правительство Катара украло и слило его электронные письма, чтобы дискредитировать его, поскольку он рассматривался как помеха их плану по улучшению положения страны в Вашингтоне. В мае 2018 года в иске были названы Мохаммед бин Хамад бин Халифа Аль Тани, брат эмира Катара, и его помощник Ахмед Аль-Румаихи, которые якобы организовали кампанию кибервойны Катара против Бройди. Бройди обвинил дипломата ООН Джамаля Беномара в том, что он является тайным катарским агентом, и подал иск о якобы имевшем место взломе. В деле Broidy Capital Management LLC против Джамаля Беномара было установлено, что Джамаль Беномар (из Катара) обладает дипломатическим иммунитетом, который не позволяет ему участвовать в судебном процессе. Согласно Венской конвенции о дипломатических сношениях, дипломатический иммунитет подлежит отмене, если дипломат занимается коммерческой деятельностью. В данном случае не было доказано, что Беномар занимался указанной коммерческой деятельностью. Апелляционный суд решил, что доказательств для отказа от дипломатического иммунитета Беномара недостаточно, и дело было прекращено.
С марта 2018 года Бройди стал фигурантом уголовного расследования, начатого Генеральной прокуратурой Украины в связи со сделкой Бройди от 12 июня 2014 года по оказанию политической поддержки банку ВТБ и компании «Инвестиционный капитал Украина» (ICU), которая выступает финансовым советником президента Украины Петра Порошенко. Бройди должен был получить пять платежей по 2,5 миллиона долларов каждый через фирму с Британских Виргинских островов с адресом в Дубае, Quillas Equities SA, крупным акционером которой, согласно «Панамским документам», является Юрий Соловьев. Юрий Соловьев входит в правление ВТБ и является первым заместителем президента и председателя правления. Quillas Equities Юрия Соловьева имеет счета в швейцарском банке Pictet, через который часто осуществляются денежные переводы в принадлежащий ВТБ банк на Кипре, RCB Cyprus. В начале 2014 года ВТБ попал под многочисленные международные санкции в связи с нападением России на Украину.
13 апреля 2018 года Бройди подал в отставку с поста заместителя председателя по финансам Республиканского национального комитета (РНК) на фоне обвинений в связях с Шерой Бечард. Чтобы Бечард не раскрыла эти отношения, выплаты в размере $1. 6 миллионов долларов, выплаченных Макдугал в 2017 году, которые организовал Майкл Коэн, якобы были очень похожи на выплаты, которые Коэн сделал Сторми Дэниелс и которые поступили со счетов, созданных Коэном для получения очень крупных сумм от фирм, связанных с Виктором Вексельбергом, в группе «Ренова» и других. 6 апреля 2018 года Вексельберг, очень близкий к Владимиру Путину, и его группа «Ренова» попали под санкции США, которые заморозили активы Вексельберга на сумму 1,5-2 миллиарда долларов.

#### Секс-скандал
13 апреля 2018 года The Wall Street Journal сообщил, что Бройди вступил в сексуальную связь с Playmate Шерой Бечард, в результате чего в конце 2017 года забеременела. Позже модель сделала аборт. Личный адвокат Дональда Трампа Майкл Коэн договорился о том, чтобы Бройди заплатил 1,6 миллиона долларов за молчание женщины. В то время это соглашение было ложно охарактеризовано как урегулирование личного ущерба. В ответ на статью в Journal Бройди опубликовал заявление, в котором признал, что у него были «отношения по согласию с актрисой Playboy», что Коэн связался с ним после обращения адвоката женщины, Кита М. Дэвидсона, и что Бройди затем нанял Коэна для разработки соглашения о неразглашении. Бройди покинул свой пост в РНК в тот же день, когда появилась статья. Несколько дней спустя Коэн подтвердил в суде, что Бройди был одним из трех клиентов, которым он давал юридические консультации в прошлом году. Некоторые обозреватели с тех пор предполагают, что Дональд Трамп на самом деле был тем человеком, у которого был роман с Бечард, а Бройди согласился прикрыть Трампа. Адвокат Бройди, Крис Кларк, заявил, что Бройди откажется от предстоящих выплат Бечард из-за предполагаемого нарушения с её стороны соглашения о неразглашении. 6 июля 2018 года Бечард подала иск против Бройди и адвоката Майкла Авенатти в связи с прекращением выплат по мировому соглашению. Бечард утверждала в жалобе, что Бройди подвергал её физическому, сексуальному и эмоциональному насилию, а также заразил герпесом. Бройди отрицает эти обвинения. 7 сентября 2018 года судья Высшего суда Калифорнии Элизабет Уайт удовлетворила просьбу Бройди исключить из дальнейшего рассмотрения дела обвинения, не имеющие отношения к спору о нарушении договора.

### Споры и судебные разбирательства
В июле 2018 года стало известно, что Бройди заплатил Рику Гейтсу, бывшему председателю предвыборного штаба Дональда Трампа, не менее 125 000 долларов за «советы и деловое понимание». Гейтсу были предъявлены обвинения в октябре 2017 года в результате расследования специального советника Роберта Мюллера о вмешательстве России в президентские выборы 2016 года. Выплаты начались в марте 2017 года и продолжались как минимум до июля.
В июне 2020 года Бройди подал в федеральный суд Нью-Йорка 112-страничный судебный иск, в котором обвинил Катар в том, что тот в течение многих лет платил десятки миллионов долларов компании Global Risk Advisors (GRA), включая её руководителя Кевина Чалкера, за взлом, слежку и молчание американских граждан, критиковавших Катар.
Компания Global Risk Advisors разослала по электронной почте сообщения, якобы от службы безопасности Google, которые заставили жену Бройди и его исполнительного помощника предоставить пароли от их личных аккаунтов на gmail.

### Лоббирование экстрадиции Го Вэньгуя
Бройди пытался использовать свои связи для другого дела — экстрадиции Го Вэньгуя.
В августе 2020 года The Wall Street Journal сообщила, что Бройди нанял Сунь Лицзюня, бывшего заместителя главы Министерства общественной безопасности Китая, для лоббирования администрации Трампа с целью экстрадиции Го Вэньгуя, беглого миллиардера. Го стал союзником бывшего советника Трампа по Белому дому Стива Бэннона.
По данным Bloomberg, группа встретилась с заместителем министра Китая Сунь Лицзюнем, но не смогла добиться встречи с американскими чиновниками. Тогда Бройди обратился за помощью к магнату казино Стиву Винну, поскольку тот тесно связан с президентом Трампом.
Согласно показаниям Бройди, во время прогулки на яхте Винн связался с Трампом по громкой связи, чтобы поинтересоваться статусом экстрадиции Го. Бройди утверждал, что слышал, как Трамп подтвердил, что процесс идет. В другом деле Винн успешно убедил американского судью отклонить иск Министерства юстиции, требовавший зарегистрировать его в качестве иностранного агента, представляющего Китай.

### Причастность к 1MDB, федеральное обвинение, признание вины и помилование
В марте 2018 года газета The Wall Street Journal сообщила, что Бройди вел переговоры о том, чтобы заработать десятки миллионов долларов, лоббируя в Министерстве юстиции США прекращение расследования многомиллиардного дела о трансплантации, скандала с участием малайзийского государственного инвестиционного фонда 1Malaysia Development Berhad, согласно электронным письмам, изученным изданием. В одном из электронных писем содержалось предложение, согласно которому Бройди и его жена получили бы 75 миллионов долларов, если бы заставили Министерство юстиции прекратить расследование дела 1MDB. Бройди также подготовил тезисы для премьер-министра Малайзии Наджиба Разака, которые он должен был использовать в беседе с президентом Трампом во время его визита в Вашингтон в 2017 г. Они включали в себя подчеркивание отношений Малайзии с США в борьбе с Северной Кореей и аргументацию против возбуждения дела против 1MDB. Наджиб в конечном итоге был признан малайзийским судом виновным в коррупции. Министерство юстиции расследует, принимал ли Комитет победы Трампа пожертвования в размере 100 000 долларов от малайзийского бизнесмена и международного преступника Джо Лоу, которого обвиняют в том, что он был организатором аферы с 1MDB.
В ноябре 2018 года газета The New York Times сообщила, что федеральные прокуроры обвинили Бройди в участии в схеме по отмыванию миллионов долларов в США, чтобы помочь Джо Лоу прекратить расследование Министерства юстиции по делу о хищении миллиардов долларов из 1MDB.
8 октября 2020 года федеральные прокуроры объявили, что предъявляют Бройди обвинение в сговоре с целью выполнения функций иностранного агента, поскольку он лоббировал интересы малайзийского и китайского правительства в администрации Трампа, что является уголовным преступлением. 20 октября 2020 года Бройди признал себя виновным по этим обвинениям. В рамках сделки о признании вины Бройди согласился вернуть федеральному правительству 6,6 миллиона долларов. Преступление, в котором Бройди признал себя виновным, предусматривает тюремное заключение сроком до пяти лет. 19 января 2021 года Бройди был полностью помилован президентом Дональдом Трампом.
11 июня 2021 года Министерство юстиции США предъявило обвинения соратникам г-на Бройди. «Лоу Тэк Чжо, 39 лет, также известный как Чжо Лоу, и Праказрел „Прас“ Мишель, 48 лет, якобы вступили в сговор с Бройди» в связи с их «…участием в нераскрытых лоббистских кампаниях по указанию Лоу и заместителя министра общественной безопасности Китайской Народной Республики».

### Роль правительственного осведомителя
В апреле 2023 года Бройди дал показания федеральным присяжным, рассказав о своем сотрудничестве с лауреатом премии «Грэмми» Прасом Мишелем с целью получения выплат от малайзийского бизнесмена Джо Лоу, чтобы убедить администрацию Трампа прекратить расследование дела 1MDB. Он рассказал о создании в 2017 году группы под руководством Мишеля, которая пыталась убедить Министерство юстиции США отказаться от гражданского расследования предполагаемого участия Лоу в хищении средств из малайзийского фонда развития 1MDB.
В качестве ключевого свидетеля со стороны правительства Бройди подтвердил намерение группы лоббировать от имени Лоу, который выплатил Бройди компенсацию в размере 8 млн долларов и пообещал в случае успеха ещё до 75 млн долларов. Часть суммы он передал гавайской бизнесвумен Ники Лам Дэвис, которая также признала свою вину в сговоре. Он назвал Дэвис посредником, связывающим его, Мишель и Лоу, заявив, что они встречались в Бангкоке для обсуждения дела 1MDB и потенциального вознаграждения.
Бройди рассказал о своей неудачной попытке организовать игру в гольф между президентом Трампом и премьер-министром Малайзии Наджибом Разаком, что привело к давлению со стороны Дэвиса. В итоге тайные лоббистские усилия оказались безуспешными, что привело к обвинению Лоу в 2018 году в отмывании денег, связанных со скандалом 1MDB. Лоу остается в бегах, предположительно находясь в Китае.

## Личная жизнь
Бройди женат на Робин Розенцвейг, бывшем топ-менеджере компании 20th Century Fox. У пары трое детей. В апреле 2018 года у Шеры Бечард был скандальный роман с Эллиотом Бройди. После беременности от Бройди в конце 2017 года Бечард сделала аборт и подала в суд на Бройди.